# Beckenried
Beckenried je mjesto u Švicarskoj u kantonu Nidwaldenna obali jezera Vierwaldstätter. 

## Povijest
Prvi put se Beckenried spominje 1135. godine kao Bucciried a 1323. godine kao Beggenriet.

## Vanjske poveznice
- Službena stranica